# Farkas Csaba (matematikus)
Farkas Csaba (Székelyudvarhely, 1987. január 6. –) erdélyi magyar matematikus, habilitált egyetemi tanár.

## Életpályája
Székelykeresztúron érettségizett 2006-ban. Felsőfokú tanulmányait a kolozsvári Babeș–Bolyai Tudományegyetemen végezte. 2009-ben elvégezte matematika szakot, 2011-ben a Számítógépes matematika mesteri képzést, majd 2014-ben doktorált Symmetrization methods in the study of sublinear elliptic problems című tézisével. 2018-ban az Óbudai Egyetemen is doktorált Sobolev-type inequalities on Riemannian manifolds with applications dolgozatával. 
2009–2010-ben programozó Kolozsváron, 2012–2015 között tanársegéd a Sapientia Erdélyi Magyar Tudományegyetem marosvásárhelyi karán, 2015-től ugyanott adjunktus, majd 2018-tól docens,  2020. júliusától egyetemi tanár. 2021-től az egyetem rektorhelyettese. 2024-től habilitált egyetemi tanár.

## Munkássága
Kutatási területei: variációszámítás, kritikus pontok, optimális szállítás.

## Cikkei (válogatás)
- Cs. Farkas, I. Mezei, Group-invariant multiple solutions for quasilinear elliptic problems on strip-like domains, Nonlinear Analysis TMA, Vol. 79, pp. 239–246, 2013.
- Cs. Farkas, A. Molnár, A Generalized Variational Principle and its Application to Equilibrium Problems, Journal of Optimization Theory and Applications, Vol. 156, pp. 213–231, 2013.
- Cs. Farkas, A generalized form of Ekeland's variational principle, Analele Stiintifice ale Universitatii Ovidius Constanta, Vol. 20 (1), pp. 101–112, 2012.
- Cs. Farkas, R. Fullér, A. Kristály, A sublinear differential inclusion on strip-like domains, IEEE 8th International Symposium on Applied Computational Intelligence and Informatics, pp. 185–189, 2013.
- Cs. Farkas, A. Molnár, Sz. Nagy, A generalized variational principle and applications to equilibrium problems in b-metric spaces, Le Matematiche Vol. LXIX, pp. 205–221, 2014.
- Cs. Farkas, Cs. Varga, Multiple symmetric invariant non trivial solutions for a class of quasilinear elliptic variational systems, Applied Mathematics and Computation, Vol. 241, pp. 347–355, 2014.
- F. Faraci, Cs. Farkas, New conditions for the existence of infinitely many solutions for a quasilinear problem, Proceedings of Edinburgh Mathematical. Society, 2014.
- Cs. Farkas, A. Kristály, Cs. Varga, Singular Poisson equations on Finsler-Hadamard manifolds, Calc. Var. (2015) 54:1219–1241.

## Elismerések, díjak
- Fiatal Kutatói Díj (Kolozsvári Akadémiai Bizottság, 2019)[5]
- Arany János Fiatal Kutatói Díj (MTA, 2020)[6]